# Єрусалимський храм
Єрусали́мський храм (івр. בֵּית הַמִּקְדָּשׁ, Бет а-Мікдаш, тобто «Дім Святості»; івр. מִּקְדָּשׁ, Мікдаш) — храм для вшанування Бога Ізраїля. Головний центр єврейського релігійного життя. Розташовувався на місці сучасної Храмової гори.
- Перший Храм відповідно до біблійної Першої книги Царів був збудований царем Соломоном бл. 960 року до н. е. та зруйнований Навуходоносором у 586 році до н. е.
- Другий Храм був відбудований на місці попереднього у другій половині 5 ст. до н. е., пізніше відновлений Макавеями, а ще пізніше перебудований Іродом Великим. Зруйнований римлянами близько 69 року нової ери[1].

Храм був центром прощ та поклоніння. Це була пишна споруда, багато споряджена та оздоблена, розташована в укріпленому комплексі. Поклоніння, що включало жертвопринесення тварин (ягнят, голубів, телят, яливок) керувалося священниками, котрим допомагали левіти, які теж виконували спів та музичний супровід. Розграбований і знищений римлянами 70 року в помсту юдеям за повстання проти Риму. Була зроблена спроба відновити Храм за часів римського імператора Юліана у 362 році н. е., але її було полишено, і сьогодні на місці Храму розташована мусульманська святиня Купол Скелі.

## Історія Храму
За біблійними переказами, після Виходу євреїв з Єгипту, тимчасовим храмом служила переносна Скинія зборів.
Після завоювання Ханаана Скинію неодноразово перевозили з місця на місце в Землі Ізраїлю. Центральним святилищем Ізраїлю в епоху Суддів стала Скинія в Сіломі (Шило), де в той час зберігався Ковчег Заповіту. Сілом в цей період служив місцем зборів ізраїльських колін.

### Перший храм
За роки свого правління цар Давид зробив значні приготування для будівництва Храму (1 Пар. 22:5). Соломону Давид передав розроблений ним, спільно з Верховним Судом (синедріоном), план Храму (1 Пар. 28:11–18). Соломон (970—930 рр. до н. е.) Розпочав будівництво Храму на четвертий рік свого царювання. Будівництво самого Храму тривало 7 років: з 957 по 950 рр. до н. е. (за іншими даними, з 1014 по 1007 рр. до н. е.). Роботу було завершено у восьмому місяці 11-го року царювання Соломона (3 Цар. 6:37–38). Святкування освячення Храму тривало 14 днів (2 Хр. 7:8) і його опис свідчить про те, що будівництво Храму було найбільш важливою справою для всього народу.
З часу пророка Міхея (початок VIII ст. до н. е.) Пророки не переставали застерігати, що в покарання за моральні і релігійні гріхи Ізраїлю Храм буде зруйнований. Руйнування Храму і наступний за ним вавилонський полон стали підтвердженням цих пророцтв. На згадку про руйнування Храму і події, що його супроводжували, було встановлено чотири пости, серед яких пост 9 Ава знаменував день, коли був спалений Храм.

### Другий Храм Зоровавеля
Початок відновлення Храму було покладено в правління Кіра Великого лідером юдеїв Зоровавелем, пізніше реконструйований Іродом Великим і, врешті, зруйнований після штурму Єрусалиму в ході Першої Юдейської війни римською армією, на чолі з Титом.
У 538 році до н. е., після завоювання Вавилонії, перський цар Кир Великий видав декрет, що дозволяв вигнанцям повернутися до Юдеї і відновити Єрусалимський храм, зруйнований вавилонським царем Навуходоносором. Декрет встановлював розміри Храму і містив розпорядження про оплату витрат на його будівництво і про повернення Храму священного начиння, захопленого з Храму Соломона Навуходоносором. Роботи з відновлення Храму велися під керівництвом Зоровавеля, який був нащадком царя Давида і першосвященника Єгошуа. Територія Храму була очищена від уламків і попелу, був зведений Жертовник цілопалення і ще до будівництва самого Храму було відновлено принесення жертв (Езд. 3:1–6). На другий рік після повернення з Вавилону в 24-й день місяця кіслев (третій місяць єврейського календаря) почалося будівництво. Незабаром, однак, виникли чвари між юдеями і самарянами, яким не було дозволено взяти участь в будівництві, і вони стали всіляко перешкоджати відновленню Єрусалимського храму. В результаті, будівництво Храму було перервано на 15 років. Тільки у другому році царювання Дарія I Гістаспа будівництво Храму відновилося. Дарій особисто підтвердив декрет Кіра і санкціонував продовження робіт. Роботи були завершені в третій день місяця адар (шостий місяць єврейського календаря), на шостий рік правління Дарія, що відповідає 516 року до н. е., тобто, через 70 років після зруйнування Першого Храму.
Коли услід за завоюваннями Олександра Македонського Юдея підпала під владу греків (близько 332 р. до н. е.), елліністичні царі ставилися до Храму з повагою і надсилали туди багаті дари. Ставлення селевкідських правителів до Храму різко змінилося в правління Антіоха IV Епіфана (175–163 рр. до н. е.). У 169 році до н. е. на зворотньому шляху з Єгипту він вдерся на територію Храму і конфіскував дорогоцінний храмовий посуд. Два роки по тому (167 рік до н. е.) він споганив його, поставивши на Жертовник цілопалення невеликий вівтар Зевса Олімпійського (1 Мак. 1:21). Храмова служба була перервана на три роки і відновлена після захоплення Єрусалиму Юдою Макавеєм (164 до н. е.) під час повстання Макавеїв (167–163 рр. до н. е.). Відтоді храмова служба велася без перерв, навіть у той час, коли грекам на якийсь час вдалося опанувати Храмом. Юда Маккавей очистив Храм від язичницької скверни і відремонтував його (1 Мак. 4:36–61), а також поставив новий Жертовник цілопалення і виготовив нове начиння для святилища (1 Мак. 4:49; 2 Мак. 10:3). Рівно через три роки після осквернення Храму сирійцями він був освячений, і в ньому були відновлені жертвопринесення і запалювання Менори. З цим пов'язана історія єврейського свята Ханука (свято Ханука — це свято світла і перемоги, свято перемоги святості над нечистотою, під час святкування цього свята запалювалась Менора), яке щорічно святкується на згадку про ці події. Але потому другий Храм спіткали нові удари. Коли в 63 році до н. е. Помпей після тримісячної облоги оволодів Єрусалимом, римляни взяли штурмом укріплений Храм в День Спокути (Йом Кипур), встеливши його двори численними трупами. Помпей з усією свитою вступив в Святая святих, але не зачепив священного начиння й храмової скарбниці. При завоюванні Єрусалиму Іродом кілька колон Храму були спалені і двори Храму залиті кров'ю його захисників. Проте, подальше осквернення Храму було Іродом зупинене.

### Другий храм Ірода
Єрусалимський храм не гармоніював з новими чудовими будівлями, якими Ірод прикрасив свою столицю. Приблизно в середині свого царювання Ірод ухвалив рішення про перебудову Храмової гори і про перебудову самого Храму. Крім цього, він керувався бажанням виправити ті пошкодження, які він сам заподіяв на святому місці при завоюванні міста. Похвальне бажання реставрувати Храм злилося в планах Ірода з його честолюбним прагненням створити собі в історії славу царя Соломона, і водночас, користуючись реставрацією Храму, посилити нагляд за ним, що було досягнуто будівництвом, в поліцейських цілях, фортець у дворі Храму, і прокладанням підземних ходів. Відповідно до тексту «Юдейської війни», будівельні роботи розпочалися на 15 році царювання Ірода, тобто в 22 році до н. е. «Юдейські старожитності» повідомляють, однак, що здійснення проекту почалося на 18 році царювання Ірода, тобто в 19 році до н. е.
Щоб не викликати народного гніву і хвилювань, цар розпочав реставрацію Храму лише після заготівлі необхідних для будівництва матеріалів і закінчення всіх підготовчих робіт. Були приготовлені близько тисячі возів для транспортування каменю. Тисяча священників була навчена будівельній майстерності для того, щоб вони змогли виконати усю необхідну роботу у внутрішній частині Храму, до якої вхід дозволено було лише священникам. Будівництво велося з ретельним дотриманням усіх вимог «Галахе» (заповіді). Було вжито необхідних заходів, щоб під час робіт звичайні служби в храмі не припинялися. Об'ем робіт був колосальним і вони тривали протягом 9,5 років. Роботи з перебудови самого корпусу Храму тривали 1,5 роки, після чого він був освячений; протягом ще 8 років Ірод з великим ентузіазмом займався переробкою дворів, зведенням галерей і облаштуванням прилеглої території.
Робота з оздоблення й доробци окремих частин будівлі Храму, а також будівництва в системі дворів на Храмовій горі, тривали ще довгий час по Іродові. Так, до часу, коли, згідно Євангелій, в Храмі проповідував Ісус, будівництво тривало вже 46 років (Ін. 2: 20). Будівництво було остаточно завершено лише при Агриппі II, в період правління намісника Альбіна (62–64 рр. н. е.). Тобто, лише за 6 років до зруйнування Храму римлянами в 70 році.
Ірод наклав на Храм відбиток греко-римської архітектури. Тим не менш, забудову самого Храму було віддано традиціям і смаку самих священників, в той час, як переробка дворів, особливо зовнішнього двору, залишилася за Іродом. Таким чином, двір Храму, наданий Іродові та його архітектурним смакам, повинен був втратити свій традиційний характер: замість колишніх триповерхових приміщень уздовж дворових стін, навколо дворів була зведена потрійна колонада в елліністичному стилі. У цьому стилі були побудовані також «ворота Никанора» і фасад Храму. Однак, що стосується будівель, безпосередньо пов'язаних з храмової службою, то тут використовувався традиційний стиль Сходу. Зовнішній вигляд Храму Йосип Флавій описує так: «Зовнішній вигляд храму представляв все, що тільки могло захоплювати око і душу. Укритий з усіх боків важкими золотими листами, він вражав на ранковому сонці яскравим вогненним блиском, сліпучим для очей, мов сонячні промені. Чужинцям, що прибували на поклоніння до Єрусалиму, він здалеку здавався укритим снігом, бо там, де він не був позолочений, він був сліпучо білим»
У Йосипа Флавія в «Юдейській війні», у V розділі сказано про те, що, незважаючи на всі зміни, які були внесені в храмовий комплекс Іродом і священниками, які значно розширили будівлю самого Храму, оновлений Храм не став новим Третім Єрусалимським храмом, а продовжував називатися, як і Храм Зоровавеля, Другим Єрусалимським храмом.
Храмова гора і Храм не тільки були справжнім серцем Єрусалиму епохи Другого Храму, але і служили духовним центром всієї єврейської нації. Початок антиримського повстання 66−73 рр. ознаменувався припиненням регулярних жертв за благополуччя римського імператора. Під час придушення цього повстання римська армія, на чолі з Титом, обложила Єрусалим. З самого початку облоги військові дії зосередилися навколо Храму. Облога і бої за місто тривали п'ять місяців. Однак неодноразові спроби римлян заволодіти стіною храмового двору не увінчалися успіхом, доки 9-го Ава (одинадцятий місяць єврейського календаря) Тит не наказав підпалити храмові ворота. Наступного дня в римському штабі відбулася рада щодо долі Храму. Згідно свідчення Флавія, Тит мав намір пощадити Храм, але його підпалили римські солдати. Утримували Храм повстанці, боролися до кінця і, коли полум'я охопило будинок, багато хто з них кинувся у вогонь. Храм горів протягом 10 днів, а до вересня весь Єрусалим був перетворений на руїни. Храмову гору було розорано (під ріллю). Римлянами було взято у полон майже 100 000 жителів. Загальна ж кількість загиблих від меча, голоду і полонених за час війни, за свідченням Йосипа Флавія, становила близько 1 мільйона 100 тисяч. Такім чином, лише через 6 років після закінчення будівництва нового, розкішного Єрусалимського храму, в 70 році н. е. його було зруйновано. Це відбулося в той же самий день, 9-го Ава за єврейським календарем, в який вавилоняни спалили Храм Соломона. Частина храмового начиння із зруйнованого Храму вціліла і була захоплена римлянами — ці трофеї (серед яких знаменита Менора) зображені на рельєфах тріумфальної арки Тита на римському Форумі.
У 130 році імператор Адріан наказав побудувати на руїнах Єрусалиму римську колонію, якій було дано назву Елія Капітоліна (назвав у свою честь). У новому місті на місці Храму було споруджено святилище, присвячене Юпітеру, а на тому самому місці, де колись знаходилася Святая святих, була споруджена кінна статуя Адріана. За свідченням грецького історика Діона Кассія (155—235) це викликало «люту і затяжну війну». Спалахнуло нове єврейське повстання. Повсталі євреї оволоділи Єрусалимом і спорудили тимчасовий Храм, де на якись час поновилися жертвопринесення. Єрусалим залишався в руках повстанців майже три роки (132–135), доки улітку 135 року повстання не було придушене і римляни знову не захопили місто. Адріан видав декрет, за яким усім, хто піддався обрізанню, доступ в місто був заборонений, а оскільки євреї всі були обрізані, саме їх і не допускали.
У 361 році, на престол римської імперії зійшов Юліан (361–363), якого християни називають «відступником» (Apostata), за його прагнення повернутися до старої язичницької «релігії батьків». У грудні 361 року, на троні в Константинополі, Юліан почав проведення в життя нової імперської релігійної політики. Він оголосив про свободу відправлення культу на підвладній йому території, в тому числі, і для різних християнських сект, і про повернення конфіскованого майна язичницьких храмів. Серед іншого, Юліан оприлюднив також і свій план про відновлення єврейського Храму в Єрусалимі. Його ставлення до юдаїзму і намір заново побудувати Єрусалимський храм пояснюється тим, що він намагався позбавити церкву її єврейського опертя. Відновлення жертвопринесень в Храмі могло публічно продемонструвати хибність пророцтва Ісуса про те, що від Храму «не залишиться каменя на камені» (Мт. 24:2; Мк. 13:2; Лк. 21:6) і невірність твердження про спадкоємність християнства від юдаїзму. Імператор без зволікань перейшов до здійснення свого плану. Необхідні кошти були асигновані з державної скарбниці, а головою проекту був призначений Еліпій Антіохійський, один з найвідданіших помічників Юліана і колишній намісник Британії. Підготовка матеріалів та інструментів, їх доставка в Єрусалим і установка на місці, а також набір майстрів і робітників продовжувалися протягом тривалого часу. Планування робіт потребувало чималих зусиль з боку архітекторів. Першим етапом робіт було видалення руїн з місця будівництва. Лише після цього, мабуть, 19-го травня, будівельники безпосередньо взялися до зведення самого Храму. Однако 26 травня 363 року роботи з відновлення Храму були припинені через пожежу, що виникла в результаті стихійного лиха чи аварії на Храмовій горі. Зрозуміло, сьогодні неможливо визначити чи була дана пожежа результатом природних причин (наприклад, скупчення газів у підземних приміщеннях) чи навмисного підпалу. Слід, однак, мати на увазі, що за кілька місяців до описуваних подій, восени 362 року, сталася пожежа в храмі Аполлона в передмісті Антіохії Дафне. Населення Антіохії складалося, в основному, з християн і було вороже налаштоване до імператора. Християни Антіохії були публічно звинувачені Юліаном в підпалі. Так чи інакше, результати обох пожеж були вигідні християнам, хоча і неможливо з точністю встановити їх причетність до цих пожеж.
Через місяць Юліан загинув у бою, і його місце зайняв християнський полководець Іовіан, який поклав край всім його планам.
Після того, як Палестину захопили араби в 638 р., на місці, зруйнованого Храму, священному також і для мусульман, були побудовані ісламські культові споруди, найбільшими з яких є Аль Акса і Куббат ас-Сахра.
В даний час на місці Храму Соломона знаходиться комплекс Куббат ас-Сахра (Купол Скелі), і мечеть Аль Акса. Від Храму Ірода до теперішнього часу дійшли лише дві руїни: південна частина від західної стіни зовнішньої огорожі Храму (відома як «Стіна плачу») і закладені блоками і забудовані т. з. «Золоті ворота» — колишні вхідні арки в східній стіні. Стверджується, що ці ворота самі собою відкриються в момент приходу Месії.
Традиційно, Храм розташовують на тому місці, де сьогодні стоїть мечеть Омара (Charam al-Scharif), точніше — Купол Скелі (Kubbet es-Sachra), побудований Абд аль-Маліком в 637 році. Прихильники цієї точки зору спираються на відомості з історичних джерел, згідно з якими Куббат-ас-Сахра перекрила рештки Другого Храму, що колись стояв на тому ж місці. Найбільш аргументовано і послідовно цю концепцію було викладене професором Ліном Рітмеєром. В середині Купола Скелі на 1,25–2 метра височить велика скеля 17,7 метрів завдовжки й 13,5 метрів завширки. Цей камінь вважається священним і оточений позолоченими ґратами, щоб ніхто його не торкався. Вважається, що це і є той Евен а-штія («Камінь Основи»). Вважають, що на цьому камені у дворі Храму знаходився Жертовник цілопалення. У такому випадку, Храм розташовувався на захід від цього каменю. Ця думка більш імовірна, оскільки саме це більше узгоджується з просторовим обставинами на Храмовій площі і дозволяє розмістити рівну площу досить великих розмірів. На користь цієї думки свідчить також і той факт, що під цим «Каменем Основи» є вирубана в скелі велика печера у вигляді маленького підземного храму з трьома нішами, у яких, за переказами мусульман, молилися Авраам, Сара і Агар. Вхід до цієї печери знаходиться збоку скелі, зовні від ґрат навколо неї.
Існують й інші версії щодо місця розташування Храму. Майже два десятиліття тому ізраїльський фізик Ашер Кауфман припустив, що як Перший, так і Другої храми, були розташовані за 110 метрів на північ від мечеті Скелі. Підстави знаходяться під нинішнім «Куполом Духів» — невеликої мусульманської середньовічної будівлі. Протиполежне, «південне» (відносно Куполу Скелі) розташування Храму протягом останніх п'яти років пропрацьовує відомий ізраїльський архітектор Тувія Саґів. Він розташовує його на місці сучасного фонтану Аль-Кас.

## Єрусалимський Храм та Ісус Христос
Ісус, як і пророки, глибоко шанує Храм. Діва Марія вперше приносить Його до Храму на обрізання, адже сказано: «усяка дитина чоловічої статі, яка розкриває утробу, була посвячена Господу» (Лк. 2:22–39). Він також приходить до храму в дванадцять років на свято Пасхи на урочистості, як на місце зустрічі зі Своїм Отцем (Лк. 2:41–50). Він схвалює богослужіння, але засуджує той формалізм, що спотворює їхнє значення (Мт. 12:3–7; Мт. 23:16–22). Храм для Нього — Дім Божий, дім молитви, Дім Отця Його. Він обурюється, бо його перетворюють на будинок торгівлі, і пророчим жестом виганяє торгівців голубами з Храму, щоб очистити його (Мт. 21:12–17; Євр. 7:11), і, водночас, Він сповіщає руйнування цієї чудової будівлі, від якої не залишиться каменя на камені: «Істино кажу вам: не залишиться тут каменя на камені, все буде зруйновано»(Мт. 24:1–2), Він розказав про те, як постраждає храм — як він згорить, а камінь на камені не залишиться тому, що люди розберуть його бо як відомо коли горів храм, а він був весь в золоті, то золото плавилось і затікало між щілини, а люди таким чином добували золото із руїн храму. Перед хресною смертю Ісус, як сказано (Лк. 21:37–38), у день навчав у храмі, а вночі виходив на гору Елеонську, і всі люди приходили зранку до Нього у храм, щоб послухати Його. Коли ж Його судили, Йому навіть поставили в провину слова про те, що Він зруйнує це святилище, створене руками людей, Храм рукотворний, і через три дні поставить інший, нерукотворний, це ж звинувачення глузливо повторюється під час Його передсмертних мук на хресті (Мт. 27:39). Між тим, тут справа йде про таємничі слова, сенс яких взялися потлумачити лише у майбутньому. Але при останньому Його зітханні завіса Храму роздерлася на двоє, і це означає, що давнє святилище втратило свій священний характер: юдейський Храм перестав виконувати своє призначення, тобто бути знаменням присутності Божої.
Новий храм — це призначення виповнюється Тепер іншим знаменням — самим Тілом Ісуса. В Євангелії від Іоана таємничі слова про зруйнований і знову спорудженому за три дні Храм наводяться в оповіданні про очищення Храму (Ін. 2: 19). Але Іоан додає: «Він говорив про Храм Тіла Свого, і учні після Його воскресіння зрозуміли це. Ось новий і остаточний Храм, Храм нерукотворний, де Слово Боже живе з людьми, як колись в Скинії Ізраїлю. Але для того, щоб Храм, створений з каменю, втратив своє значення, потрібні були смерть і воскресіння Ісуса: Храм Тіла Його був зруйнований і знову споруджений — така воля Його Отця. Після Воскресіння Христового Тіло це, знамення присутності Божої в світі цьому, перетворилося так, що Йому можливо всюди і в усі часи перебувати в таїнстві Євхаристії. Стародавньому Храму залишилося лише зникнути. Руйнування Єрусалиму в 70-му р. знаменує остаточно, що роль Храму відтепер закінчена.
У перехідний час після П'ятидесятниці апостоли і вірні, віруючі в Слово, продовжують ходити в Єрусалимський Храм. Стефан, вихваляючи поклоніння Богу в дусі, ніби передвіщує загибель Храму рукотворного (Дії 7:48), і слова ці розцінюються богохульними і призводять до смерті Стефана. Через кілька років по руйнуванню Єрусалима, під час якого був зруйнований і Храм, відбувається ще більша задогматизація юдаїзму. Але ще до того християни усвідомлюють, що вони самі складають новий Храм, Храм духовний, продовження Тіла Христового. Павло вчить: Церква є Храм Божий, споруджений на Христі, підставі та наріжному камені (1 Кор. 3:10–17), славетний Храм, де «мають доступ до Отця, в одному Дусі», як юдеї так і інші (Еф. 2:14–19). Кожен християнин сам є Храмом Божим, бо він член Тіла Христового (1 Кор. 12:27), і тіло його є Храм Духа Св. (Рим. 8:11). Обидва твердження взаємно пов'язані: Тіло воскреслого Ісуса, в якому «живе вся повнота Божества тілесно» (Кол. 2:9), є Храм Божий переважно, а християни, члени цього Тіла. В вірі і любові вони повинні співпрацювати для творення його (Еф. 4:1–16). Христос є камінь живий, відкинутий людьми, але обраний Богом. Віряни, будучи теж «камінням живим», складають з Ним разом духовну будівлю для святого священства, щоб приносити духовні жертви (Рим. 12:1). Це остаточний Храм — Храм нерукотворний. Це Церква, Тіло Христове, місце зустрічі Бога з людьми, знамення присутності Божої у світі цьому. Древнє святилище було лише прообразом цього Храму, яскравим, але недосконалим, тимчасовим, яке відійшло в минуле.

## Богослужіння
Храм був центром життя Єрусалиму, столиці держави. Поруч із ним був палац царя Ізраїлю (а при Хасмонейській династії цар одночасно виконував функції Первосвященника). Храм притягував до себе — а також до столиці, — масу євреїв, що приходили туди протягом всього року. Служба в Храмі не була справою тільки священників: в ній брав участь весь народ. Система принесення жертв у юдаїзмі передбачає участь у Богослужінні не лише священників, але й усього народу. Ця строга система передбачає цілу низку обставин, за яких кожна людина повинна принести жертву. Так, кожна людина, у якої народжувалася дитина, повинна була принести як мінімум одну, іноді дві і більше жертв. Кожна людина, у якої помер родич, повинна була прийти в Храм і очиститися від нечистоти мертвого тіла. Кожен чоловік був зобов'язаний принести перші плоди будь-якого посадженого дерева або первістка будь-якої тварини, що народилася в його господарстві. Кожен єврей в сільськогосподарській країні, який був Ізраїль 2000 років тому, садив дерево, перші плоди якого він повинен був принести в Храм, в Єрусалим, і там з'їсти. Кожен єврей, у якого корова народжувала перше теля, йшов до Єрусалиму для того, щоб присвятити його Храму. Багато приходили в Храм з приводу сімейної урочистості, щоб принести жертву «шламим» (буквально: «мирна», «цілісна» жертва). Тварину для такої жертви зарізали в Храмі і кров'ю кропили жертівник, але потім віддавали господарю, який повинен був м'ясо зсмажити і в той же день з'їсти в Єрусалимі на святковій трапезі разом з родичами і друзями (до речі, приблизно таким був характер Пасхальної жертви). А у три прочанських свята — Песах, Шавуот і Сукот (паску, п'ятидесятницю й свято кущів) у Єрусалим до Храму приходили сотні тисяч (іноді — до мільйона) євреїв задля того, щоб виконати заповідь «алія ле-реґель» — «заповідь прочанства». По суті, найважливішою щорічною складовою життя кожного єврея було виконання цієї заповіді, яке полягало в тому, щоб піднятися в Єрусалим, прийти до Храму, взяти участь у Богослужінні і зануритися в пройняте відчуттям святості життя Єрусалиму.
Храм, саме Храм притягував до себе жертви і жертвопринесення маси євреїв− звичайних людей, зовсім не праведників в строгому сенсі цього слова, — назвемо їх «випадковими праведниками», — які «просто» хотіли принести добровільну жертву Богу. Євреїв звичайних, які просто жили звичайним єврейським життям, дотримувалися звичайний єврейських законів, хотіли принести жертву, повинні були її принести за законом — і робили це.
Храм притягував до себе євреїв не тільки для принесення жертв, і не тільки у фізичному, але і в духовному, або, якщо можна так висловитися, в духовно− економічному сенсі. Так, представники касти священників, жерців і левітів (сьогодні вони всього лише благословляють нас у синагозі під час молитви) — служили в Храмі в Єрусалимі, але жили по всій країні. Їх було величезна кількість. У Храмі служили по черзі — за колінами, тому на Храмову службу кожного коліна припадало не більш місяця в році. Таким чином, постійно в Храмі знаходилося не більше однієї дванадцятої частині всіх священників (насправді набагато менше, тому що ми повинні виключити свята паломництва, і Суккот, Песах, коли в Храмі збирався народ Ізраїлю, не поділений на групи або коліна). Одна двадцять четверта частина священників служать в Храмі. Інші двадцять три четвертих живуть по всій країні Ізраїлю і, зрозуміло впливають на людей тих місць, де вони живуть.

## Галерея

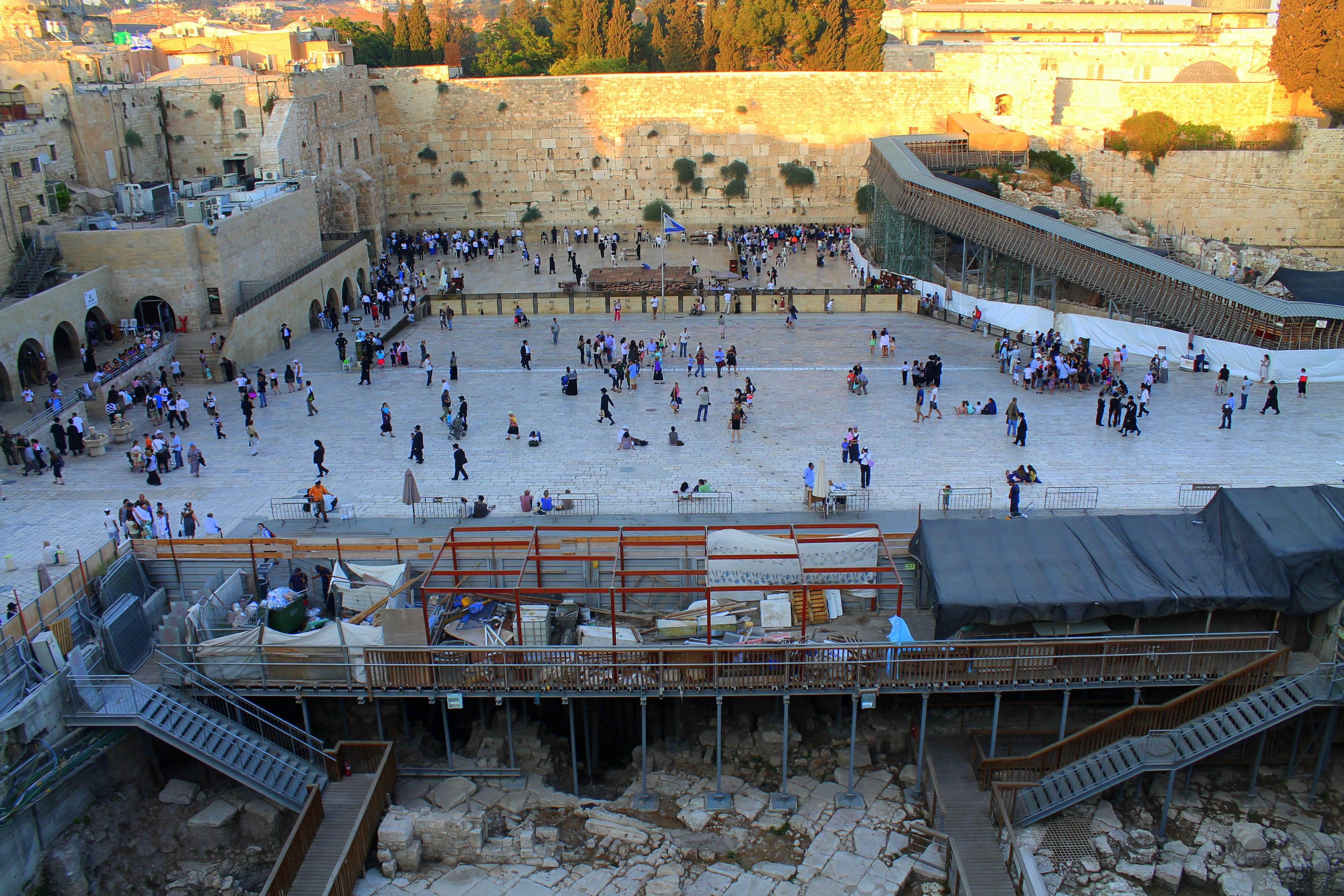
Західна стіна, залишок єрусалимського храму - Стіна плачу
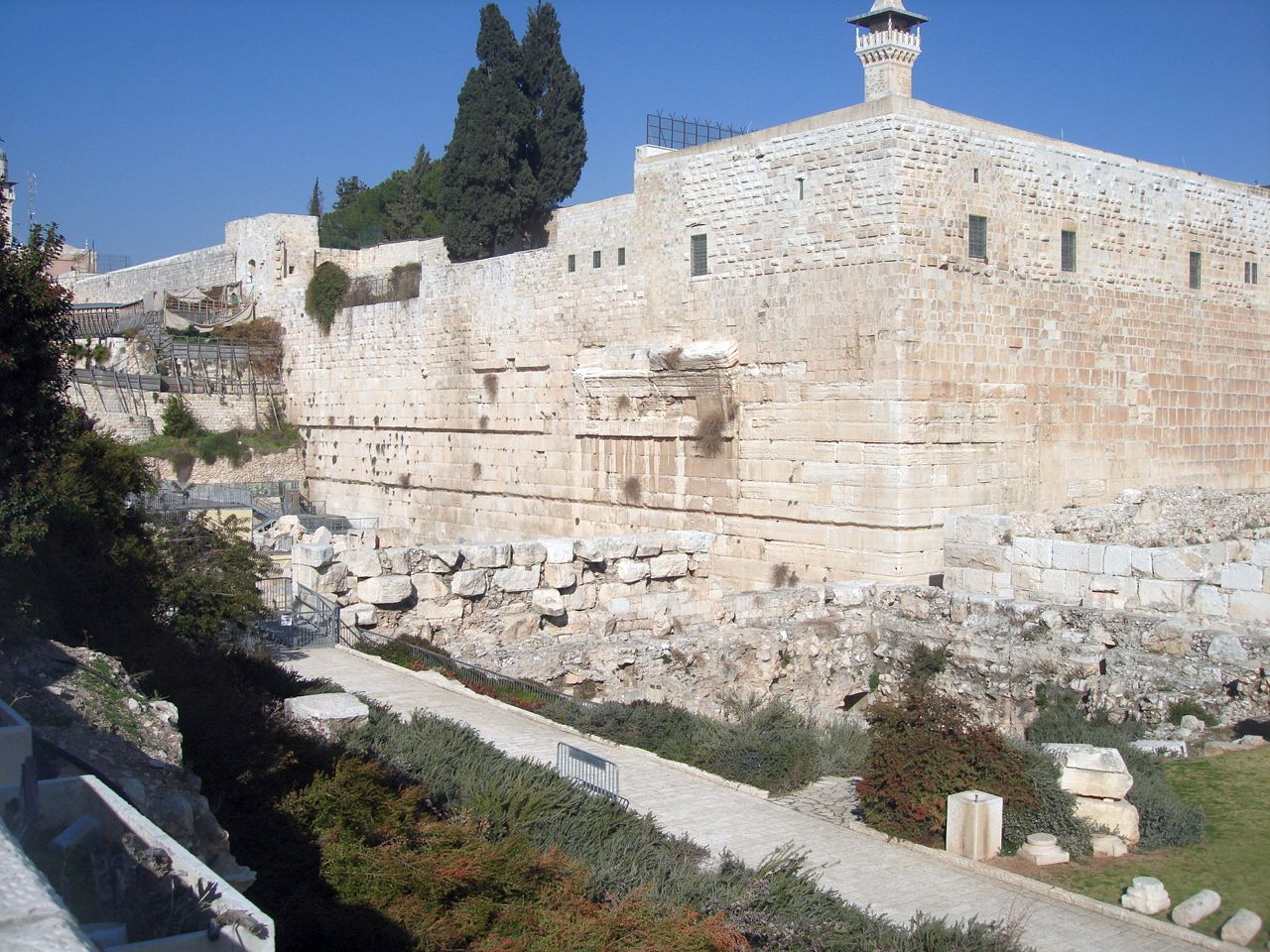
Місце забудови єрусалимського храму (вид на Стіну плачу)
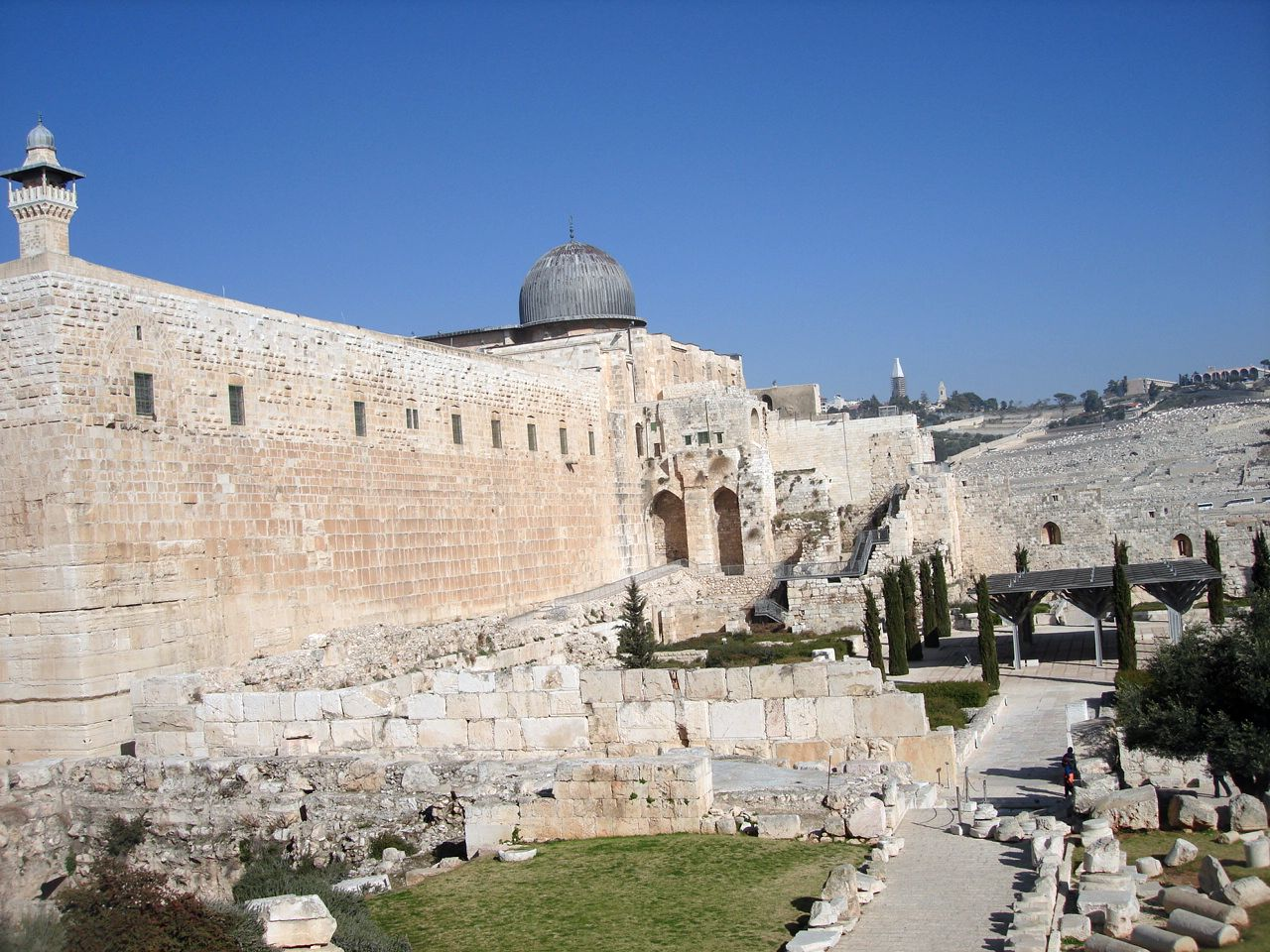
Археологічні розкопки: місце забудови єрусалимського храму (вид на мечеть Аль-Акса)
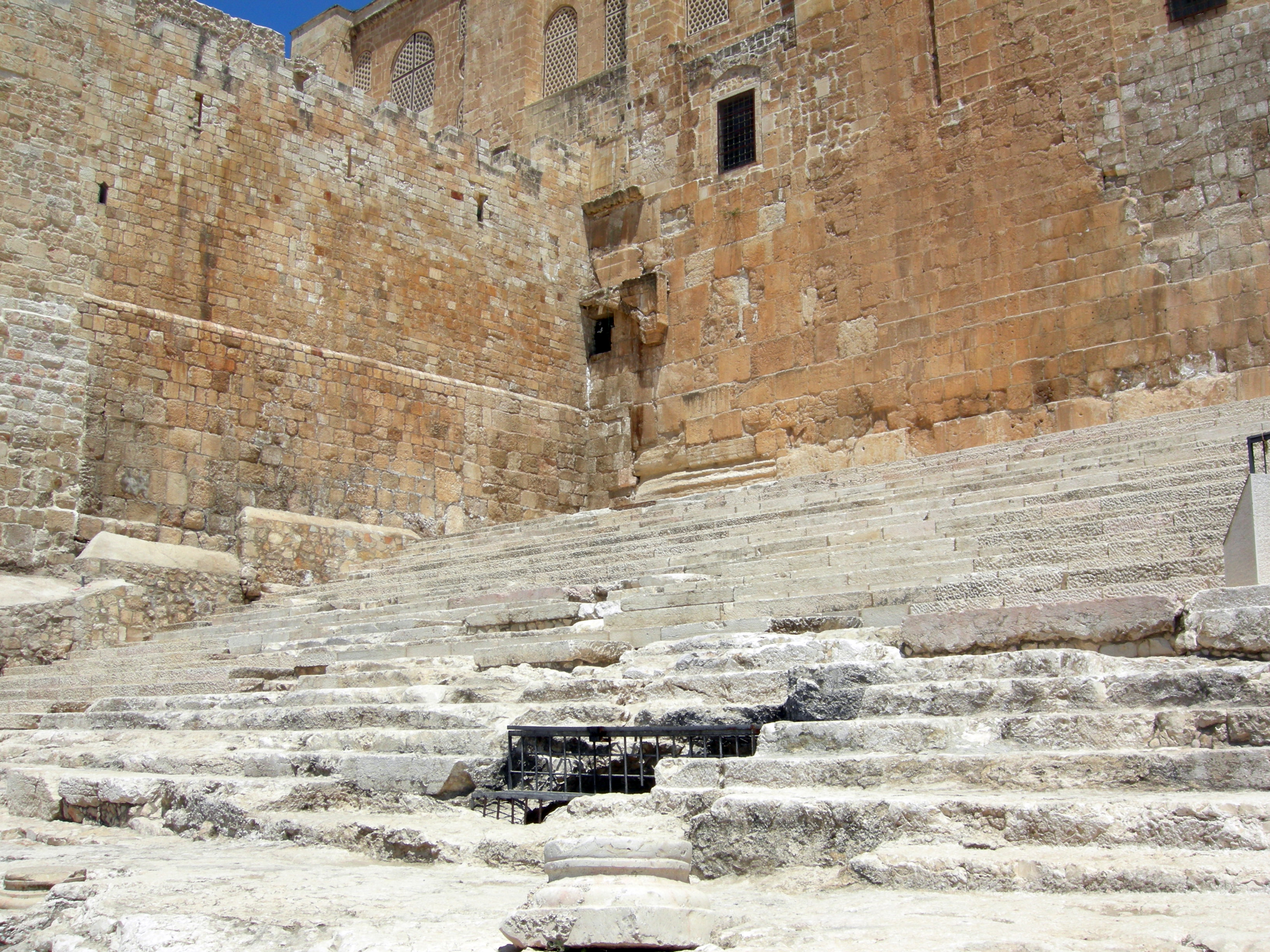
Південні сходинки Храмової гори (сучасний вигляд)
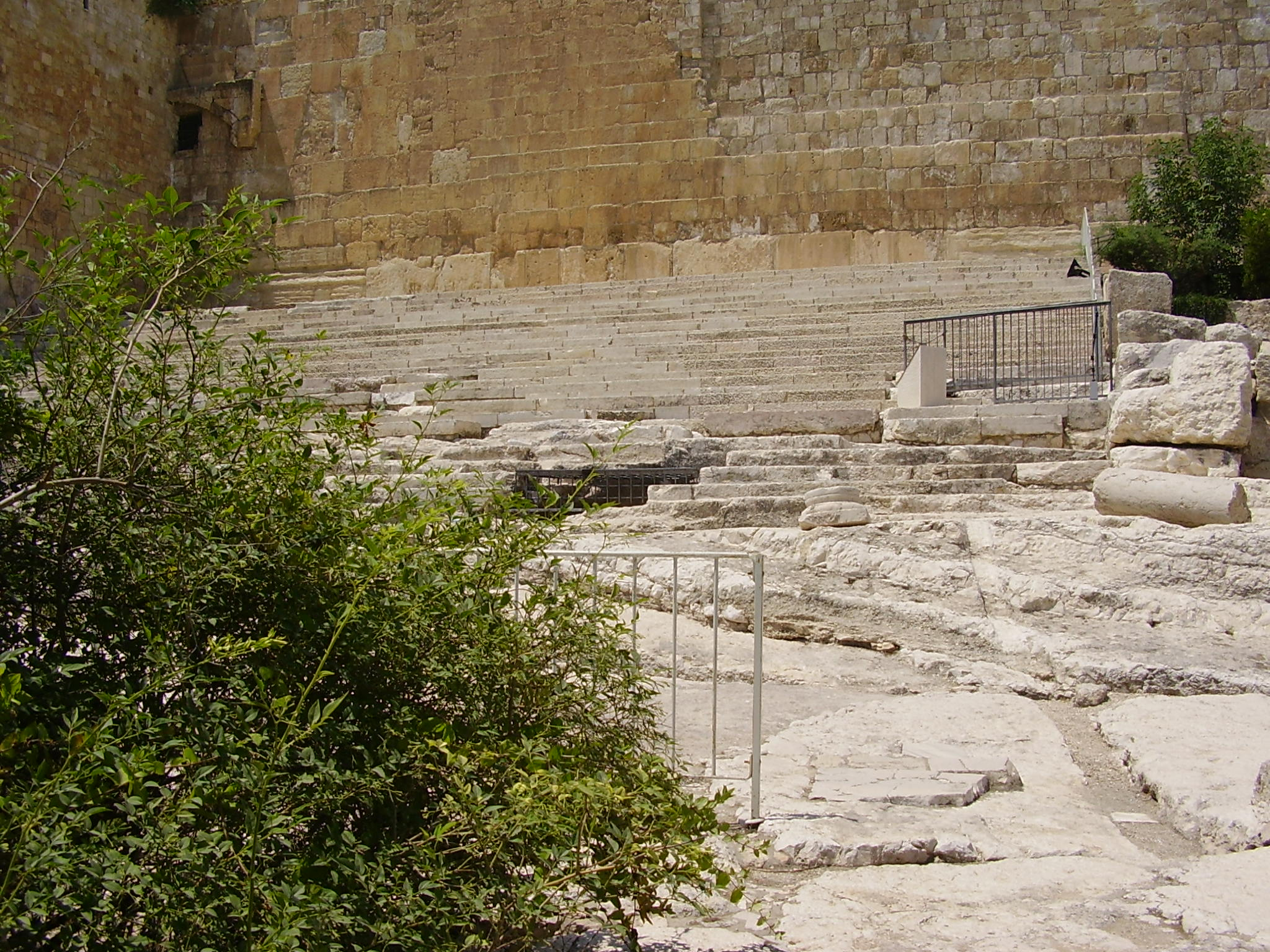
Залишки сходинок до храму зі збудованим пізніше на них муром (сучасний вигляд)
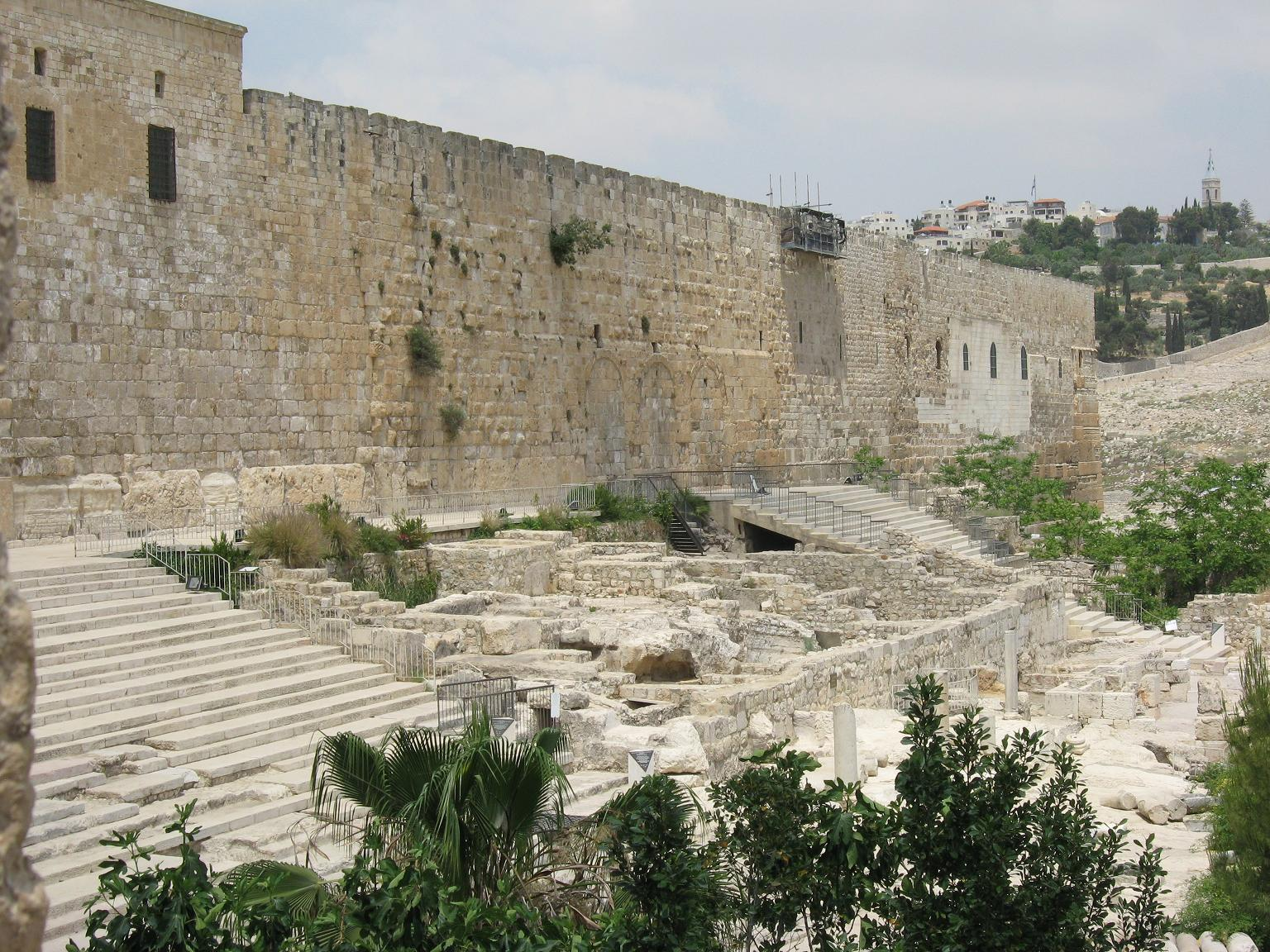
Південна стіна надбудована на сходинки храму - залишок єрусалимського храму (сучасний вигляд)